# Land Rover Defender
De Land Rover Defender is een vierwielaangedreven terreinauto van het Britse merk Land Rover die van 1983 tot begin 2016 geproduceerd werd. Het ontwerp is gebaseerd op de eerdere Land Rover Series 1, 2 en 3. De naam Defender wordt pas sinds 1990 gebruikt om het model te onderscheiden van de meer luxueuze  Land Rover Discovery.
De Defender is ontwikkeld voor gebruik onder extreme omstandigheden. De auto is uitgerust met schroefveren en wordt permanent vierwiel aangedreven. Het centraal differentieel kan vergrendeld worden voor optimale tractie in het terrein. De Defender heeft geen monocoque maar een body-op-chassis-opbouw waardoor alle onderdelen van de wagen makkelijk, en vaak ook met de hand, vervangen kunnen worden. Dit is ideaal wanneer onderhoud in het veld nodig is.
De wagen voldeed niet langer aan de Europese normen en daarom werd in 2015 het einde van de productie aangekondigd. Op 29 januari 2016 rolde de laatste Defender van de lopende band.
In 2011 werd een prototype van een opvolger voor de Defender getoond. In 2019 ging de opvolger, de Land Rover Defender (L663), in productie.

## Varianten
De Defender werd de laatste jaren verkocht in vijf varianten, waarbij het nummer verwees naar de wielbasis, gemeten in inches:
- Defender 90: verkrijgbaar als County Station-Wagon (CSW), Hardtop (HT), Plane Soft Top (ST), Pickup (PU)
- Defender 110: County Station-Wagon (CSW), Hardtop (HT), Pickup (PU), High Capacity Pickup (HCPU), Crew-Cab (CC)
- Defender 127: Pickup (PU) (geproduceerd van 1986 tot 1990)
- Defender 130: Pickup (PU) Crew-Cab (CC)
- Defender 147: Zesdeur variant (Wordt alleen in Zuid-Afrika geproduceerd)

In productie:
Defender ·
Discovery Sport ·
Discovery ·
Range Rover Evoque ·
Range Rover Velar ·
Range Rover Sport ·
Range Rover
Niet meer in productie:
Series 1 ·
Series 2 ·
Series 3 ·
Freelander ·
Defender